# Eerste klasse 1950-51 (basketbal België)
Het seizoen 1950-1951 was de 4e editie van de hoogste basketbalcompetitie. De competitie naam een aanvang op 15 September 1950 en liep tot 10 Juni 1951. Het Brusselse Semailles behaalde een zesde opeenvolgende titel. Deze titel was onverhoopt, na 22 speeldagen stond Royal IV aan de leiding met 40 punten. De match gewonnen tegen Ougrée moest evenwel herspeeld worden en tot grote verrassing verloor Royal IV deze replay, mede door ziekte van hun sterspeler en tactisch falen in de slotminuten.
Nieuwkomers uit ere-afdeling waren Antwerpse BBC en Vorst.

## Eindstand
|  |    |                            | P  | W  | G  | V | Ptn |
|  | -- | -------------------------- | -- | -- | -- | - | --- |
|  | 1  | Semailles                  | 22 | 19 | 2  | 1 | 39  |
|  | 2  | Royal IV                   | 22 | 19 | 3  | 0 | 38  |
|  | 3  | Hellas Gent                | 22 | 17 | 5  | 0 | 34  |
|  | 4  | Amicale Sportive Bruxelles | 22 | 16 | 46 | 0 | 32  |
|  | 5  | Racing CB                  | 22 | 14 | 8  | 2 | 28  |
|  | 6  | Ougrée                     | 22 | 12 | 9  | 1 | 28  |
|  | 7  | Antwerpse BBC              | 22 | 10 | 12 | 0 | 20  |
|  | 8  | Mercurius                  | 22 | 8  | 14 | 0 | 16  |
|  | 9  | Union SG                   | 22 | 7  | 15 | 0 | 14  |
|  | 10 | Vorst                      | 22 | 6  | 16 | 0 | 12  |
|  | 11 | AC Moortebeek              | 22 | 3  | 9  | 0 | 6   |
|  | 12 | Travail & Loisirs          | 22 | 0  | 22 | 0 | 0   |

1928 · 1929 · 1930 · 1931 · 1932 · 1933 · 1934 · 1935 · 1936 · 1937 · 1938 · 1939 · 1940 · 1941 · 1942 · 1943 · 1944 · 1945 · 1946 · 1947 · 1948 · 1949 · 1950 · 1951 · 1952 · 1953 · 1954 · 1955 · 1956 · 1957 · 1958 · 1959 · 1960 · 1961 · 1962 · 1963 · 1964 · 1965 · 1966 · 1967 · 1968 · 1969 · 1970 · 1971 · 1972 · 1973 · 1974 · 1975 · 1976 · 1977 · 1978 · 1979 · 1980 · 1981 · 1982 · 1983 · 1984 · 1985 · 1986 · 1987 · 1988 · 1989 · 1990 · 1991 · 1992 · 1993 · 1994 · 1995 · 1996 · 1997 · 1998 · 1999 · 2000 · 2001 · 2002 · 2003 · 2004 · 2005 · 2006 · 2007 · 2008 · 2009 · 2010 · 2011 · 2012 · 2013 · 2014 · 2015 · 2016 · 2017 · 2018 · 2019 · 2020 · 2021